# 北新镇
北新镇，是中华人民共和国江苏省南通市启东市下辖的一个乡镇级行政单位。

## 行政区划
北新镇下辖以下地区：
北新镇社区、黄仓镇社区、高家镇社区、三和村、北新村、建西村、光卫村、富民村、灯杆村、介英村、远兴村、三杰村、普东村、轶昌村、庙南村、新桥村、双仙村、永济村、红阳村、小花效村、邦道村、民新村、永丰村、振兴村、民丰村、新庄村、孚言村、建新村、安联村、万安村和永安村。